# Aetomylaeus
Az Aetomylaeus a porcos halak (Chondrichthyes) osztályának sasrájaalakúak (Myliobatiformes) rendjébe, ezen belül a sasrájafélék (Myliobatidae) családjába tartozó nem.

## Tudnivalók
Az Aetomylaeus-fajok főleg az Indiai- és a Csendes-óceánokban találhatók meg, azonban az Aetomylaeus bovinus az Atlanti-óceánban is fellelhető. Fajtól függően az úszófesztávolságuk 59,2-240 centiméter közöttire tehető.

## Rendszerezés
A nembe az alábbi 7 élő faj tartozik:
- Aetomylaeus asperrimus (Gilbert, 1898) - korábban: Pteromylaeus asperrimus[2]
- Aetomylaeus bovinus (Geoffroy Saint-Hilaire, 1817) - korábban: Pteromylaeus bovinus[2]
- Aetomylaeus caeruleofasciatus White, Last & Baje, 2015[3]
- Aetomylaeus maculatus (Gray, 1834) - típusfaj
- Aetomylaeus milvus (Müller & Henle, 1841)
- Aetomylaeus nichofii (Bloch & Schneider, 1801)
- Aetomylaeus vespertilio (Bleeker, 1852)